# Lebadea laxata
Lebadea laxata är en fjärilsart som beskrevs av Hall 1930. Lebadea laxata ingår i släktet Lebadea och familjen praktfjärilar. Inga underarter finns listade i Catalogue of Life.